# Calzan
Calzan ist eine französische Gemeinde mit 45 Einwohnern (Stand: 1. Januar 2022) im Département Ariège in der Region Okzitanien. Sie gehört zum Arrondissement Foix und ist Mitglied im Gemeindeverband L’Agglo Foix-Varilhes. Die Bewohner werden Calzanéens und Calzanéennes genannt.

## Geografie

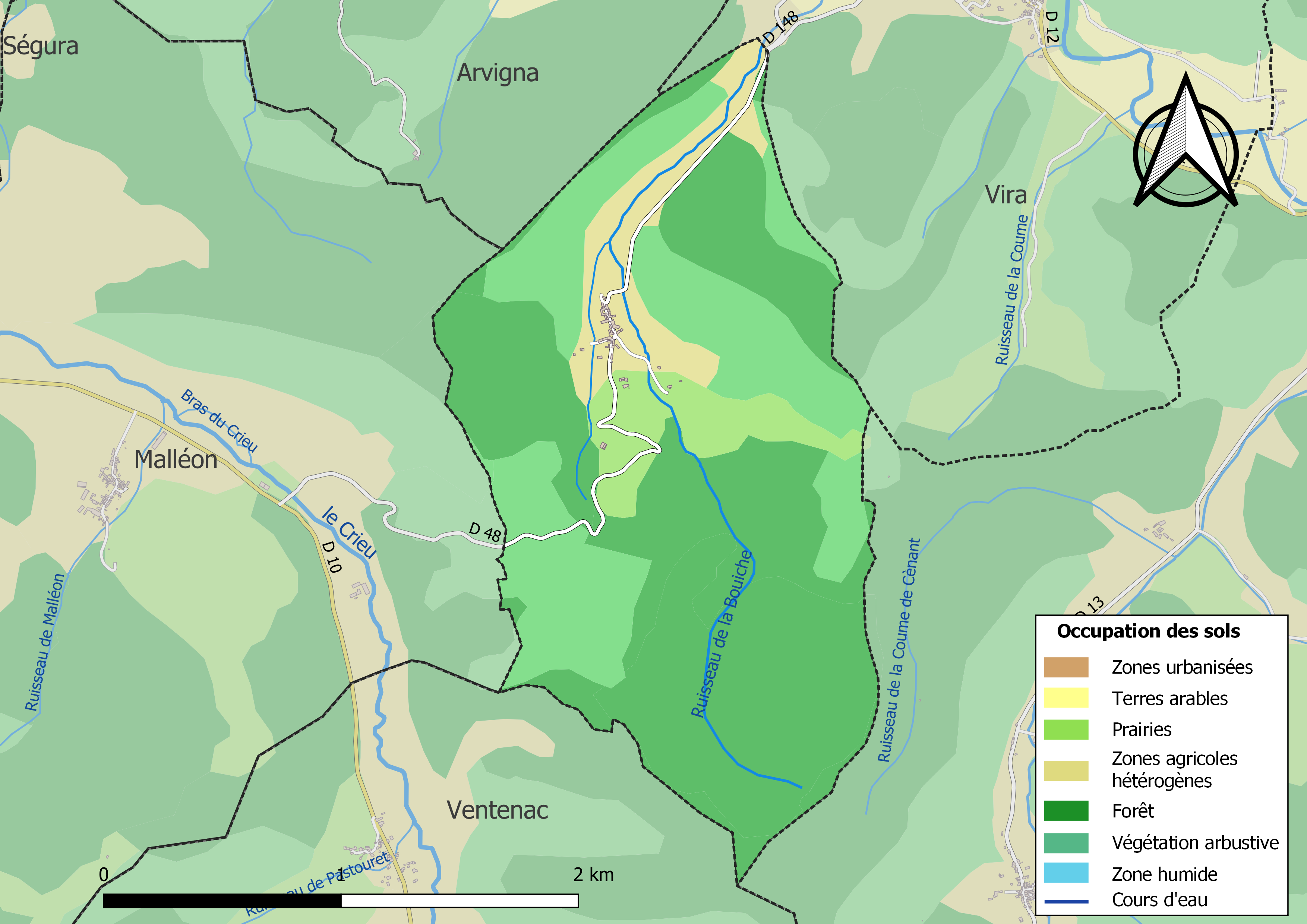
Bodennutzung und Infrastruktur der Gemeinde

Die Gemeinde ist historisch und kulturell Teil des Pays d’Olmes, einer Hochburg der Katharer, und liegt etwa 13 Kilometer nordöstlich von Foix. Ihr Gebiet befindet sich im Einzugsgebiet der Garonne und wird vom Ruisseau de la Bouiche entwässert, der im Süden des Gemeindegebietes entspringt und es in nördlicher Richtung durchströmt. Calzan ist Teil von zwei ZNIEFF-Naturzonen. Über die Hälfte der Fläche der Gemeinde ist bewaldet, etwa 30 % sind von Kraut- und/oder Strauchvegetation bedeckt.
Calzan grenzt im Nordwesten an Arvigna, im Nordosten an Vira, im Südosten an Dun, im Süden an Ventenac und im Westen an Malléon.

## Bevölkerungsentwicklung
| Calzan: Einwohnerzahlen von 1793 bis 2021                                                                                  | Calzan: Einwohnerzahlen von 1793 bis 2021 | Calzan: Einwohnerzahlen von 1793 bis 2021 | Calzan: Einwohnerzahlen von 1793 bis 2021 | Calzan: Einwohnerzahlen von 1793 bis 2021 |
| --- | ----------------------------------------- | ----------------------------------------- | ----------------------------------------- | ----------------------------------------- |
| Jahr |                                           |                                           |                                           | Einwohner                                 |
| 1793 | 1793                                      |                                           | 129                                       | 129                                       |
| 1800 | 1800                                      |                                           | 91                                        | 91                                        |
| 1806 | 1806                                      |                                           | 79                                        | 79                                        |
| 1821 | 1821                                      |                                           | 101                                       | 101                                       |
| 1831 | 1831                                      |                                           | 110                                       | 110                                       |
| 1836 | 1836                                      |                                           | 106                                       | 106                                       |
| 1841 | 1841                                      |                                           | 104                                       | 104                                       |
| 1846 | 1846                                      |                                           | 107                                       | 107                                       |
| 1851 | 1851                                      |                                           | 121                                       | 121                                       |
| 1856 | 1856                                      |                                           | 124                                       | 124                                       |
| 1861 | 1861                                      |                                           | 127                                       | 127                                       |
| 1866 | 1866                                      |                                           | 106                                       | 106                                       |
| 1872 | 1872                                      |                                           | 94                                        | 94                                        |
| 1876 | 1876                                      |                                           | 108                                       | 108                                       |
| 1881 | 1881                                      |                                           | 106                                       | 106                                       |
| 1886 | 1886                                      |                                           | 109                                       | 109                                       |
| 1891 | 1891                                      |                                           | 89                                        | 89                                        |
| 1896 | 1896                                      |                                           | 88                                        | 88                                        |
| 1901 | 1901                                      |                                           | 89                                        | 89                                        |
| 1906 | 1906                                      |                                           | 88                                        | 88                                        |
| 1911 | 1911                                      |                                           | 83                                        | 83                                        |
| 1921 | 1921                                      |                                           | 76                                        | 76                                        |
| 1926 | 1926                                      |                                           | 80                                        | 80                                        |
| 1931 | 1931                                      |                                           | 75                                        | 75                                        |
| 1936 | 1936                                      |                                           | 71                                        | 71                                        |
| 1946 | 1946                                      |                                           | 63                                        | 63                                        |
| 1954 | 1954                                      |                                           | 44                                        | 44                                        |
| 1962 | 1962                                      |                                           | 39                                        | 39                                        |
| 1968 | 1968                                      |                                           | 37                                        | 37                                        |
| 1975 | 1975                                      |                                           | 30                                        | 30                                        |
| 1982 | 1982                                      |                                           | 32                                        | 32                                        |
| 1990 | 1990                                      |                                           | 25                                        | 25                                        |
| 1999 | 1999                                      |                                           | 25                                        | 25                                        |
| 2006 | 2006                                      |                                           | 27                                        | 27                                        |
| 2013 | 2013                                      |                                           | 27                                        | 27                                        |
| 2021 | 2021                                      |                                           | 41                                        | 41                                        |
| Quelle(n): EHESS/Cassini bis 1999, INSEE ab 2006 Anmerkung(en): Ab 1962 offizielle Zahlen ohne Einwohner mit Zweitwohnsitz |                                           |                                           |                                           |                                           |

## Sehenswürdigkeiten
- Kirche Saint-Jean-Baptiste